# Kassun al-Dżabal
Kassun al-Dżabal (arab. كاسون الجبل) – wieś w Syrii, w muhafazie Hama. W 2004 roku liczyła 586 mieszkańców.